# Cerkev in Santa Casa da Misericórdia
Cerkev in Santa Casa da Misericórdia (portugalsko Igreja e Santa Casa de Misericórdia) je nekdanja cerkev in bolnišnica v Salvador, Bahia, Brazilija. Ustanovljena je bila kot podružnica Santa Casa da Misericórdia leta 1549; bolnišnica, Hospital da Caridade (Dobrodelna bolnišnica), je delovala od 17. stoletja. Santa Casa je poleg tega imela monopol nad pokopi v kolonialni Bahii. Dodatno jo je financirala njena bratovščina, Bratstvo Santa Casa. Santa Casa Bahia je leta 1652 sprejela donacijo sužnjelastniške plantaže, Fazenda Saubara v današnji Saubari. Nekdanja bolnišnica in kapela zdaj delujeta kot muzej, Muzej Misericórdia (portugalsko Museu da Misericórdia). Santa Casa ima poleg muzeja zdaj v lasti in upravljanju bolnišnico Santa Izabel, medicinsko fakulteto Santa Casa, spominski center Jorge Calmon, pokopališče Campo Santo, prostor za dogodke in številne zgodovinske stavbe v Salvadorju.
Leta 1859 je cesar D. Peter II. Brazilski obiskal kraj med svojim potovanjem po severovzhodnih provincah. V 16. stoletju je bila cerkev tudi prizorišče pridig očeta Antónia Viere.

## Lokacija
Cerkev in Santa Casa da Misericórdia stojita v zgodovinskem središču Salvadorja. Njeni monumentalni portali in baročna fasada gledajo na ozko ulico, ki vodi skozi zgodovinsko središče. Zadnji del Santa Case se odpira s pogledom na Zaliv Vseh svetih. Stavba je na severu mejila na staro salvadorsko stolnico; rušenje stare stolnice leta 1933 je iznakazilo severno fasado Santa Case. Staro stolnico je nadomestil javni trg, Praça da Sé, in Santa Casa je zdaj obrnjena proti Salvadorski nadškofijski palači.

## Opis
Sedanja stavba je iz leta 1664, zgrajena je v baročnem slogu, od leta 1722 dalje pa je cerkev doživela vrsto prezidav. Arhitekturni kompleks Santa Casa vključuje cerkev, zakristijo, kripto, glavno dvorano in stopnišče iz portugalskega marmorja s pogledom na Bahia de Todos os Santos, eno največjih znamenitosti cerkve. Je mejnik portugalske kolonialne arhitekture in danes deluje kot muzej in kulturni prostor z razstavami sakralne umetnosti, slik in drugih spominkov iz kolonialne in imperialne Brazilije.

## Muzej Misericórdia
Muzej Misericórdia je bil ustanovljen leta 2006. Ima zbirko 3874 kosov pohištva, umetnosti, svetih podob in relikvij same bolnišnice da Caridade. Muzej poleg tega vzdržuje kapelo Santa Casa, večinoma v svoji izvirni obliki. Obsežni arhivski zapisi in knjižnica Santa Casa so shranjeni ločeno v spominskem centru Jorge Calmon.

## Status zaščite
Nacionalni inštitut za zgodovinsko in umetniško dediščino je leta 1938 cerkev in Santa Casa da Misericórdia uvrstil med zgodovinske zgradbe.